# Karl Gustav Ahlefeldt
Karl Gustav Henry Ahlefeldt (* 13. März 1910 in Kopenhagen; † 25. März 1985 ebenda) war ein dänischer Schauspieler.

## Leben
Karl Gustav Ahlefeldt wuchs in Kopenhagen auf, wo er zeitlebens wohnte.
Nach seinem Schulabschluss absolvierte er von 1927 bis 1931 seine Schauspielausbildung an der Eleveskole des Königlichen Theaters Kopenhagen, wo er auch sein Bühnendebüt als Darsteller hatte. Als Bühnendarsteller wirkte er in zahlreichen Theaterstücken, Musicals, Varieté-Shows und in Kabarett-Programmen mit, so unter anderem auch am Folketeatret, am Betty-Nansen-Theater, am Frederiksberg-Theater, am Odense Teater, am Aarhus Teater oder am Theater Helsingør. Neben vielen Engagements an namhaften Theaterhäusern spielte er auch an verschiedenen Kleinkunstbühnen oder an Provinztheatern. In seiner fast sechs Jahrzehnte lang andauernden Karriere wirkte er als Schauspieler vor der Kamera von 1935 bis 1985 in mehr als 30 Film-und-Fernsehproduktionen mit.
Ahlefeldt war zweimal verheiratet und hatte einen Sohn (* 1946) aus seiner ersten Ehe. Ahlefeldt starb im März 1985 im Alter von 75 Jahren.

## Filmografie (Auswahl)
- 1937: En fuldendt Gentleman
- 1940: Familie Olsen
- 1941: Tante Cramers Testament
- 1942: Søren Søndervold
- 1944: Frechheit siegt
- 1944: Elly Petersen
- 1944: Teatertosset
- 1946: Hans store aften
- 1946: Op med lille Martha
- 1947: 18. April
- 1948: Drei Jahre später
- 1956: Cabaret la Blonde
- 1958: Das kleine Hotel
- 1964: Gertrud
- 1971: Rund um Selma
- 1973: Kein Pardon für Schutzengel (Fernsehserie, 1 Folge)
- 1975: Familie Gyldenkal
- 1976: Henrik und Pernille
- 1983: O i Reno
- 1984: En verden der blegner